# 帕拉科塔湖 (坎達拉韋區)
帕拉科塔湖（Lake Paracota），是秘魯的湖泊，位於該國南部塔克納大區，由坎達拉韋省的坎達拉韋區負責管轄，處於圖圖帕卡火山以北，海拔高度4,512米。